# Kerli (EP)
Kerli é o primeiro extended play (EP) epônimo da cantora-compositora estoniana Kerli. Foi lançado em 16 de outubro de 2007 pela gravadora Stolen Transmission, subsidiária da Island Records, somente nos Estados Unidos. Contém as faixas "Walking on Air", "Love Is Dead" e "She's in Parties", sendo esta última uma regravação da original da banda de rock britânica Bauhaus que Kerli decidiu fazer depois de ouvi-la.
"Walking on Air" e "Love Is Dead" foram incluídas mais tarde no álbum de estreia da artista, Love Is Dead (2008). O EP encontra-se somente disponível através de download digital, tendo sido no início lançado a partir deste formato e em CD promocional.

## Antecedentes

Kerli autografando cópias de seu EP em 2008.

Kerli começou a sua carreira musical aos quatorze anos de idade quando participou do concurso Fizz Superstar, em 2002. Ela ganhou a competição e uma gravadora contratou-a. Anos após, apresentou-se para L.A. Reid, presidente da Island Def Jam, e em 2006 começou a trabalhar nos Estados Unidos para o seu então futuro álbum de estreia, Love Is Dead, lançando o EP Kerli como uma prévia.

## Recepção crítica
O EP Kerli recebeu críticas mistas e positivas acerca de seu lançamento. O portal AbsolutePunk relatou que a cantora acabou com o estereótipo de que mulheres do gênero pop não possuem muita chance no cenário de música alternativa, mas a pouca duração de um disco de quase quinze minutos torna difícil conhecer o seu repertório, ainda mais com a variação de emoções transmitida. Também, foi comentada a mudança de estilos, que foram de electropop até nu metal, assim como a voz de Kerli. Fora descrita como "penetrante" e "elegante" em "Love Is Dead" e "Walking on Air", respectivamente. Esta última canção foi considerada o destaque do extended play, cuja interpretação mostra a artista "despindo-se do seu exterior desgastante e construindo um benfeito trabalho musical".
Tan The Man, do Blogcritcs, referiu-se à música da cantora como muito mais sombria do que a de outras artistas contemporâneas e que possui temas de individualidade e rebelião. Ele declarou que ela pode ser chamada de ora "gótica", ora "punk". Terminou a resenha afirmando que "a arte e a música eram o foco de Kerli enquanto crescia" e há uma interessante diversidade musical neste lançamento.

## Lista de faixas
| Download digital |                    |                                                  |                |         |  |
| N.º              | Título             | Compositor(es)                                   | Produtor(es)   | Duração |  |
| 1.               | "Walking on Air"   | Kõiv, Lester Mendez                              | Mendez         | 4:29    |  |
| 2.               | "Love Is Dead"     | Kerli Kõiv, David Maurice, Miles Gregory         | Maurice        | 4:38    |  |
| 3.               | "She's in Parties" | Daniel Ash, Kevin Haskins, David J, Peter Murphy | Maurice        | 5:21    |  |
| Duração total:   | Duração total:     | Duração total:                                   | Duração total: | 14:28   |  |

| CD promocional |                    |                         |                |         |  |
| N.º            | Título             | Compositor(es)          | Produtor(es)   | Duração |  |
| 1.             | "Love Is Dead"     | Kõiv, Maurice, Gregory  | Maurice        | 4:39    |  |
| 2.             | "Walking on Air"   | Kõiv, Mendez            | Mendez         | 4:29    |  |
| 3.             | "She's in Parties" | Ash, Haskins, J, Murphy | Maurice        | 5:22    |  |
| Duração total: | Duração total:     | Duração total:          | Duração total: | 14:29   |  |

## Créditos
- Kerli - vocais, composição[3]
- David Maurice - produção, mistura, composição[6]
- Lester Mendez - produção, composição[6]
- Neal Pogue - mistura[6]